# Баррі Ван Дайк
Баррі Ван Дайк (народився 31 липня 1951) — американський актор. Другий син актора та артиста Діка Ван Дайка та Марджі Віллетт, а також племінник Джеррі Ван Дайка. Він найбільше відомий глядачам як лейтенант-детектив Стів Слоан, син доктора Марка Слоуна (його грає Дік Ван Дайк) у фільмі «Діагноз: Вбивство» . У серіалі родичів героїв часто грали реальні члени родини. 

## Біографія
Баррі Ван Дайк народився в Атланті, штат Джорджія, в сім’ї Діка Ван Дайка та його першої дружини Марджі Віллетт (1926–2008).
Телевізійним дебютом Ван Дайка стала роль Флоріана, дев’ятирічного хлопчика, який грає на скрипці, в епізоді «The Talented Neighborhood» шоу Діка Ван Дайка разом зі старшим братом Крістіаном. Однак батько порадив йому почекати, перш ніж продовжувати кар'єру в шоу-бізнесі. Пізніше Ван Дайк сказав репортеру: «Він хотів, щоб у мене було дитинство.Сказав, що якщо я все ще захочу зніматися після закінчення середньої школи, то це буде добре». 
Пізніше він працював у телевізійному серіалі свого батька « Нове шоу Діка Ван Дайка», який дебютував у 1971 році та транслювався до 1974 року. Під час роботи над цим шоу він отримав роль статиста. 
Він знову працював зі своїм батьком у недовговічному серіалі «Шоу Ван Дайка» (який було скасовано після шести епізодів у 1988 році), а потім у серіалі «Діагноз: Вбивство», який транслювався з 1993 по 2001 рік  В обох серіалах у нього були головні ролі. Він також написав і зняв кілька епізодів Діагнозу: Вбивство . Після завершення серіалу Бeррі з’явився в телевізійних фільмах «Вбивство 101» разом зі своїм батьком.
Бeррі Ван Дайк також з'являвся в багатьох інших телевізійних шоу протягом своєї довгої кар'єри. Інші його телевізійні роботи включають головну роль у фільмі «Галактика 1980» у ролі лейтенанта Діллона та появу у фільмі «Ремінгтон Стіл» ; Човен кохання ; Магнум, П.І .; Герцоги Хаззардські ; Він зіграв роль пілота-винищувача та колишнього зниклого безвісти солдата Сент-Джона Гоука у фінальному сезоні.« Повітряного вовка» ; Команда А ; Gun Shy ; Вбивство, вона написала ; Морк і Мінді ; і Шоу Редда Фокса . 

## Шлюб і діти
У 1974 році він одружився з Мері Кері; у подружжя четверо дітей: Кері (народився 25 лютого 1976 року), Шейн (народився 28 серпня 1979 року), Вес (народився 22 жовтня 1984 року) та Тарін (народилася 1 червня 1986 року).

## Фільмографія
| Рік       | Назва                                                      | Роль                      | Примітки                                                   |
| --------- | ---------------------------------------------------------- | ------------------------- | ---------------------------------------------------------- |
| 1961      | Hazel                                                      | Хлопчик, що грає у футбол | Епізод: "Hazel and the Playground"                         |
| 1962      | The Dick Van Dyke Show                                     | Флоріан                   | Епізод: "The Talented Neighborhood"                        |
| 1971–1974 | The New Dick Van Dyke Show                                 | Різні персонажі           | 7 episodes                                                 |
| 1976      | Stalk the Wild Child                                       | Гравець у волейбол        | Телефільм                                                  |
| 1976      | Gemini Man                                                 | Стюард                    | Епізод: "Escape Hatch"                                     |
| 1976      | Van Dyke and Company                                       | Комп'ютерне знайомство №1 | Епізод #1.6                                                |
| 1977      | Wonder Woman                                               | Фредді                    | Епізод: "Wonder Woman in Hollywood"                        |
| 1977      | Tabitha                                                    | Роджер Беннетт            | Епізод: "Tabitha"                                          |
| 1977      | Ants                                                       | Річард Сіріл              | Телефільм                                                  |
| 1978      | The Harvey Korman Show                                     | Стюарт Стаффорд           | Main cast (5 episodes)                                     |
| 1978      | Eight Is Enough                                            | Ларрі Фентон              | Епізод: "Cinderella's Understudy"                          |
| 1978      | Mork &amp; Mindy                                           | Ден Філліпс               | Епізод: "A Mommy for Morky"                                |
| 1978      | What's Up, Doc?                                            | Говард Банністер          | Телевізійний пілот                                         |
| 1979      | The MacKenzies of Paradise Cove                            | Ерік                      | Епізод: "Bridget's Romance"                                |
| 1980      | Galactica 1980                                             | Лейтенант Діллон          | Головна роль (10 епізодів)                                 |
| 1980      | Casino                                                     | Едж                       | Телефільм                                                  |
| 1980      | The Love Boat                                              | Скотт Хенсон              | Епізод: "Boomerang                                         |
| 1981      | Ghost of a Chance                                          | Вейн Кліффорд             | TV pilot                                                   |
| 1982      | The Powers of Matthew Star                                 | Тренер Кертіс             | Епізод: "Winning" and "Endurance"                          |
| 1982      | Remington Steele                                           | Крейгтон Філліпс          | Епізод: "Steele Belted"                                    |
| 1982      | Foxfire Light                                              | Лінк Вайлдер              |                                                            |
| 1983      | Magnum, P.I.                                               | Дюк Девіс                 | Епізод: "The Big Blow"                                     |
| 1983      | Gun Shy                                                    | Рассел Донован            | Головна роль (6 епізодів)                                  |
| 1983      | The Love Boat                                              | Джої Гардінер             | Епізод: "When the Magic Disappears"                        |
| 1984      | The A-Team                                                 | Доктор Браян Лефкурт      | Епізоди: "The Bend in the River" (Частина 1 & 2)           |
| 1984      | The Dukes of Hazzard                                       | Брок Кертіс               | Епізод: "The Dukes in Hollywood"                           |
| 1984      | Mr. Mom                                                    | Джек Батлер               | Телевізійний пілот                                         |
| 1985      | The Canterville Ghost                                      | Джон Отіс                 | Телефільм                                                  |
| 1985      | The Love Boat                                              | Роджер ДеКонт             | Епізод: "Love Times Two"                                   |
| 1986      | The Redd Foxx Show                                         | Сержант Дуайт Страйкер    | Періодична роль (4 епізоди)                                |
| 1986      | T. J. Hooker                                               | Джордж Коллінз            | Епізод: "Shootout"                                         |
| 1986      | The Love Boat                                              | Брендон Кобб              | Епізод: "Hello Emily / The Tour Guide / The Winner Number" |
| 1987      | Airwolf                                                    | Сент-Джон Гоук            | Головна роль; сезон 4 (24 епізоди)                         |
| 1988      | The Van Dyke Show                                          | Метт Берджесс             | Головна роль (10 епізоди)                                  |
| 1990      | Full House                                                 | Ерік Трент                | Епізод: "No More Mr. Dumb Guy"                             |
| 1990      | Murder, She Wrote                                          | Бадді Блек                | Епізод: "How to Make a Killing Without Really Trying"      |
| 1991      | She-Wolf of London                                         | Алан Декер                | Епізод: "Habeas Corpses"                                   |
| 1992      | Diagnosis of Murder                                        | Детектив Стів Слоун       | Diagnosis: Murder                                          |
| 1992      | The House on Sycamore Street                               | Детектив Стів Слоун       | Diagnosis: Murder                                          |
| 1993      | A Twist of the Knife                                       | Детектив Стів Слоун       | Diagnosis: Murder                                          |
| 1993–2001 | Diagnosis: Murder                                          | Детектив Стів Слоун       | Головна роль (178 епізоди)                                 |
| 2002      | A Town Without Pity                                        | Детектив Стів Слоун       | Diagnosis: Murder                                          |
| 2002      | Without Warning                                            | Детектив Стів Слоун       | Diagnosis: Murder                                          |
| 2006      | Murder 101                                                 | Майк Браянт               | Murder 101                                                 |
| 2007      | College Can Be Murder                                      | Майк Браянт               | Murder 101                                                 |
| 2007      | If Wishes Were Horses                                      | Майк Браянт               | Murder 101                                                 |
| 2008      | The Locked Room Mystery                                    | Майк Браянт               | Murder 101                                                 |
| 2008      | Light Years Away                                           | Полковник Берк            |                                                            |
| 2010      | 6 Guns                                                     | Френк Еллісон             | фільм для домашнього перегляду                             |
| 2012      | Strawberry Summer (Hallmark title) Easy Heart (Pixl title) | Джим Лэндон               | Телефільм                                                  |
| 2015      | Dad Dudes                                                  | Директор Міллер           | Епізод: "Pilot"                                            |
| 2019      | Heavenly Deposit                                           | Роланд                    |                                                            |
| 2019      | The Untold Story                                           | Едвард                    |                                                            |

## Зовнішні посилання
- Barry Van Dyke на сайті IMDb (англ.)
- Barry Van Dyke at Fandango
- Barry Van Dyke [Архівовано 24 серпня 2010 у Wayback Machine.] at TV.com [Архівовано 20 травня 2019 у Wayback Machine.]